# (3629) Lebedinskij
(3629) Lebedinskij es un asteroide perteneciente al cinturón de asteroides, descubierto el 21 de noviembre de 1982 por Antonín Mrkos   desde el Observatorio Kleť, České Budějovice, República Checa.

## Designación y nombre
Designado provisionalmente como 1982 WK. Fue nombrado Lebedinskij (según la transliteración del nombre al inglés) en honor al astrofísico ruso soviético Aleksandr Lebedinski.